# Tourneuxia
Tourneuxia là một chi thực vật có hoa trong họ Cúc (Asteraceae).

## Loài
Chi Tourneuxia gồm các loài: